# Hannibal Lecter

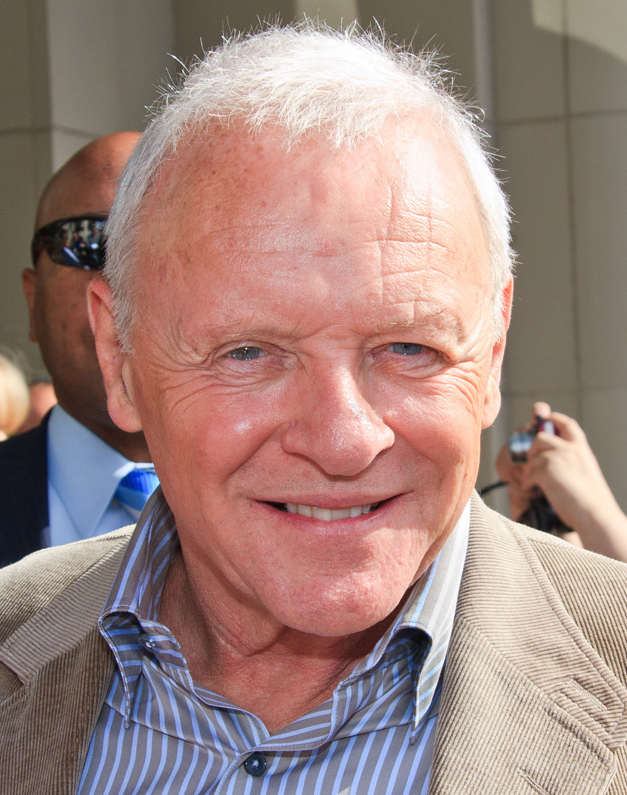
Anthony Hopkins spielte Dr. Hannibal Lecter in den Verfilmungen zu Das Schweigen der Lämmer, Hannibal und Roter Drache.

Hannibal Lecter ist eine fiktive Figur in einer Romanreihe von Thomas Harris. Der Psychiater und  kannibalistische Serienmörder ist einer der zwei Antagonisten in den Romanen Roter Drache und Das Schweigen der Lämmer, in der Fortsetzung Hannibal wird er zur Hauptfigur. Der zeitlich vor Roter Drache angesiedelte vierte Teil Hannibal Rising beschreibt seine Kindheit, Jugend und Entwicklung zum Serienmörder. Die Figur taucht ebenfalls in allen vier Verfilmungen der vier Romane sowie in einer an die Figuren der Romane angelehnten gleichnamigen Fernsehserie auf.

## Biografie
Hannibal Lecter VIII M.D. ist ein hochintelligenter Serienmörder. Er wurde mit einem zusätzlichen Finger an der linken Hand geboren (Polydaktylie), den er später operativ entfernen lässt. Seine Augenfarbe ist kastanienbraun, mit kleinen rötlichen Punkten. Lecter wurde 1933 in Litauen geboren. Seine Eltern gehörten dem litauischen Adel an, seine Mutter entstammte der Mailänder Visconti-Familie, sein Vater war ein Graf.
Als Lecter elf Jahre alt ist (1944), greifen litauische Kollaborateure und Soldaten der Wehrmacht Burg Lecter an und besetzen diese ohne größeren Widerstand, da sich die Familie bereits kurz zuvor in eine kleine Jagdhütte in der Nähe der Burg zurückgezogen hat. Dort lebt die Familie zunächst unbehelligt. Nach dem Zusammenbruch der Ostfront während des Zweiten Weltkriegs greifen die litauischen Kollaborateure die Jagdhütte an, Lecters Eltern und Angehörige sterben zuvor bei einem Luftangriff. Die Deserteure behalten ihn mit seiner jüngeren Schwester Mischa als Geiseln. Als schließlich während des kalten Winters sämtliche Nahrungsvorräte aufgebraucht sind, töten sie die Schwester, kochen Suppe aus ihr und verfüttern diese auch an den jungen Hannibal; mit diesem Trauma wird der Grundstein seines späteren Hangs zum Kannibalismus gelegt.
Nach den Kriegswirren und einem Aufenthalt im Waisenheim, in dem Hannibal viel Demütigung ertragen muss, findet er Obhut bei der Frau seines verstorbenen Onkels (Robert Lecter), der Japanerin Lady Murasaki, in Paris. Mit 13 Jahren begeht er seinen ersten Mord an einem Metzger, der seine Tante beleidigt hat. Bei einer polizeilichen Vernehmung und einem anschließenden Verhör mit dem Lügendetektor zeigt der Mörder keinerlei emotionale Reaktion, als man ihn auf den toten Metzger hin befragt. Später tötet er alle noch lebenden Männer, die am Tod seiner Schwester Mischa beteiligt waren, und gelangt in Folge der Verfolgung der Mörder seiner Schwester letztendlich nach Kanada.
1973 zieht Lecter in die USA, wo er in Baltimore als forensischer Psychiater tätig wird. Seine Arbeit, sein ausgeprägter Sinn für Ästhetik und seine weltmännische Bildung lassen ihn rasch zu einem angesehenen Mitglied der gehobenen Gesellschaft werden. Seinen ausschweifenden Lebensstil finanziert er, indem er seine Patienten dazu überredet, ihm ihr Vermögen zu vererben. Wenn diese darauf eingehen, werden sie von Lecter brutal getötet, gewisse Teile seiner Opfer wie Leber oder Nieren werden von ihm nach exquisiten Rezepten zubereitet und verspeist oder manchmal sogar zu einem gesellschaftlichen Dinner den ahnungslosen Gästen serviert. Der FBI-Agent Will Graham kommt ihm dabei im Jahr 1975 auf die Spur, nachdem Lecter ihn als Psychologe in seinen Ermittlungen gegen einen Kannibalen – in Wahrheit Hannibal selbst – unterstützt und auf die falsche Fährte gelockt hat. Graham wird von Lecter mit einem Messer angegriffen und erleidet schwere Stichwunden, woraufhin er einige Monate für seine Genesung braucht und aus dem Dienst austritt.
Während der folgenden Gerichtsverhandlung gegen Lecter stürzt sich die Boulevardpresse auf den Fall und gibt ihm den Spitznamen Hannibal the Cannibal (dt.: Hannibal der Kannibale). Das Gericht ordnet die Unterbringung Lecters in der psychiatrischen Klinik des Baltimore State Hospitals an. Dort wird er zunächst – erfolglos – verhört (unter dem Einfluss einer Wahrheitsdroge gibt er den FBI-Agenten das Rezept einer Soße anstatt Informationen zur Aufklärung des Mordes an einem Studenten).
Dr. Lecter verhält sich im ersten Jahr seiner Haft sehr zuvorkommend, sodass seine Sicherheitsmaßnahmen gelockert werden. Am 8. Juli 1976 klagt er über Brustschmerzen und wird daraufhin in die Notaufnahme des Krankenhauses gebracht. Bei der Durchführung des EKGs, für das ihm die Handfesseln abgelegt werden, greift er dort eine Krankenschwester an und isst deren Zunge. Nach diesem Zwischenfall werden die Sicherheitsmaßnahmen in seinem Umfeld enorm erhöht – er darf seine Zelle nicht mehr verlassen; ihm werden, wenn diese gereinigt werden muss, Hand- und Fußfesseln angelegt und sein Gesicht mit einer Ledermaske bedeckt, um ihn am Beißen zu hindern. (Im wirklichen Leben ist diese Ledermaske inzwischen ein beliebtes Symbol in der Popkultur.)
Als Lecter in anschließenden Jahren dem FBI hilft, zwei Serienmörder zu fassen – einmal als Berater der jungen Agentin Clarice Starling, das andere Mal mit Will Graham –, schafft er es, in Memphis auszubrechen (er tötet dabei zwei Polizisten, zieht einem der beiden die Gesichtshaut ab und maskiert damit sein eigenes Gesicht). Von da an lebt er in Florenz und treibt dort sein Unwesen, bis ihm ein italienischer Kommissar, Rinaldo Pazzi, auf die Schliche kommt und auch Clarice Starling davon erfährt. Lecter tötet Pazzi und reist zurück in die USA, weil er sich in Clarice Starling verliebt hat. Dort gerät er in eine brenzlige Situation: Mason Verger, Multimillionär und ein ehemaliger Patient Lecters, der sich auf Grund von Drogen, die ihm Lecter gegeben hatte, selbst das Gesicht zerschnitt, um es danach an seine Hunde zu verfüttern, will Rache nehmen und lässt Lecter mit Hilfe seines weitverzweigten Agentennetzes gefangen nehmen. Er hat vor, ihn sehr großen, extra aus Italien importierten Wildschweinen zum Fraß vorzuwerfen.
Hannibal flieht mit Hilfe von Starling, welche bei dieser Befreiungsaktion schwer verletzt wird. Hannibal pflegt sie in ihrem Haus gesund: Dafür hat er vorsorglich alle benötigten Utensilien inkl. Kücheninventar für das letzte Festmahl in ihr Haus gebracht. In der Romanvorlage werden die beiden danach ein Paar. In der Verfilmung hingegen gibt es eine große Abweichung: Am Ende des Films will Starling Lecter festnehmen; dieser aber klemmt ihr Haar im Kühlschrank ein, sodass Starling ihn nicht wieder angreifen kann. Sie will nicht fliehen. Als er sie anschließend fragt: „Würden Sie jemals sagen: Hören Sie auf? Wenn Sie mich lieben, hören Sie auf!“, antwortet Starling: „Nicht in tausend Jahren!“ Er lächelt und sagt: „Das ist mein Mädchen!“ Daraufhin küsst Lecter Clarice Starling und wird von ihr mit Handschellen an sie gekettet. Nachdem er ihr anschließend gedroht hat, ihr die Hand abzuhacken, hackt er stattdessen seinen eigenen Daumen ab, um fliehen zu können.

## Auftritte

### Romane und deren Verfilmungen

#### Roter Drache
Die Figur des Hannibal Lecter trat erstmals in Thomas Harris’ Roman Roter Drache aus dem Jahr 1981 in Erscheinung: Bei der Festnahme des gefährlichen Psychopathen und Serienmörders Hannibal „The Cannibal“ Lecter entgeht FBI-Agent Will Graham nur knapp dem Tod. Grund genug für ihn, den Dienst zu quittieren. Doch schon nach kurzer Zeit ist das FBI erneut auf seine Hilfe angewiesen. Ein Serienkiller, der in Vollmondnächten schlafende Familien heimsucht, hinterlässt eine grauenhafte Spur des Schreckens. Graham nimmt den Auftrag an und versucht sich in die Psyche des Killers, der nur die „Zahnfee“ (Tooth Fairy) genannt wird, hineinzuversetzen. Dabei ist er auf die Hilfe eines ähnlich genialen und gestörten Geistes in Form von Hannibal Lecter angewiesen. Doch dieser verfolgt seine eigenen Pläne, die am Ende ans Licht kommen.
Der Roman wurde zum ersten Mal von Michael Mann unter dem Filmtitel Blutmond (alternativer deutscher Titel: Roter Drache, englischer Originaltitel: Manhunter) für die Kinoleinwand adaptiert. Der Film erschien 1986. Dabei wurde die Figur jedoch „Hannibal Lecktor“ genannt. Lecktors Rolle wurde von Brian Cox übernommen und William Petersen spielt dessen Gegenspieler Will Graham. Im Jahr 2002 erschien Brett Ratners Remake Roter Drache, in dem Hannibal Lecter von Anthony Hopkins verkörpert wird.

#### Das Schweigen der Lämmer
Im Jahr 1988 wurde mit Das Schweigen der Lämmer der zweite Roman der Hannibal-Lecter-Tetralogie veröffentlicht. Darin wird Dr. Lecter um Hilfe bei der Suche nach dem Serienmörder „Buffalo Bill“ gebeten. Diesmal wird jedoch die junge Agentin Clarice Starling geschickt. Ihr gelingt es mit Dr. Lecters Hilfe, den Gesuchten zu finden. Der Preis für seine Hilfe sind Informationen über Starlings Vergangenheit bzw. über ihr Leben. In diesem Roman flieht Dr. Lecter aus seiner Gefangenschaft.
Die gleichnamige Verfilmung des Werks erschien 1990. Regie führte Jonathan Demme, Hauptdarsteller sind Anthony Hopkins und Jodie Foster.

#### Hannibal
Der Fortsetzungsroman Hannibal erschien 1999 und spielt sechs Jahre nach Lecters Flucht. Dr. Lecter lebt inzwischen als Museumskurator der Capponi-Bibliothek unter dem falschen Namen Dr. Fell in Florenz. Ein italienischer Kommissar, der das rätselhafte Verschwinden seines Vorgängers aufklären soll, erkennt in ihm Lecter und stellt fest, dass einer seiner früheren Patienten, der Multimillionär Mason Verger, eine hohe Belohnung auf ihn ausgesetzt hat. Der Kommissar denunziert Dr. Lecter bei Vergers Vertrauensleuten in der Schweiz. Verger schickt seine Schergen, um Dr. Lecter gefangen nehmen zu lassen und ihn an menschenfressende Wildschweine zu verfüttern. In den USA kommt es zum großen Showdown. Starling rettet Dr. Lecter das Leben, wird aber selbst schwer verletzt. Lecter nimmt sie mit sich und pflegt sie gesund. Das Ende zeigt, welche Gefühle Dr. Lecter für Starling empfindet. Im Roman erwidert Starling die Liebe Lecters, und die beiden werden schließlich ein Paar.
Die gleichnamige Verfilmung von Ridley Scott kam 2001 in die Kinos. In diesem Film verkörpert Anthony Hopkins erneut den Kannibalen, die Rolle der Clarice Starling spielt Julianne Moore.

#### Hannibal Rising
Der vierte und letzte Roman Hannibal Rising (2006) rekonstruiert die Kindheit, Jugend und Entwicklung Hannibal Lecters zum Serienmörder und erklärt die mit einem Trauma zusammenhängenden Gründe für seine psychischen Störungen, die auch in Hannibal bereits angedeutet wurden.
In der Verfilmung Hannibal Rising – Wie alles begann aus dem Jahr 2007 ist Gaspard Ulliel in der Rolle Lecters zu sehen.

### Fernsehserie
Die Fernsehserie Hannibal, deren Handlung nach den Ereignissen in Hannibal Rising und vor den Ereignissen in Roter Drache beginnt, setzt den Fokus auf die Beziehung zwischen Lecter (Mads Mikkelsen) und dem FBI-Agenten Will Graham (Hugh Dancy).

## Psychopathologie der Figur
Bei der Begehung seiner Taten geht Lecter äußerst skrupel-, gefühl- und hemmungslos sowie mit einer fast unmenschlichen Seelenruhe vor. So stieg sein Puls bei einem Angriff auf eine Krankenschwester laut Dr. Chilton „keinen Augenblick über 85. Nicht einmal, als er ihr die Zunge abbiss.“ Im Film Das Schweigen der Lämmer behauptet Dr. Chilton gegenüber Starling: „[Lecter] ist ein Monster. Ein Psychopath schlimmster Sorte. So gut wie nie erwischt man einen lebend.“ Im Roman Roter Drache erklärt Will Graham, dass Lecter von Psychiatern als Soziopath bezeichnet werde, weil sie nicht wüssten, wie sie ihn sonst nennen sollten. Lecter habe kein Gewissen und als Kind Tiere gequält, erfülle aber ansonsten nicht die Kriterien der Soziopathie. Auch Clarice Starling sagt im Film Das Schweigen der Lämmer über Lecter: „Es gibt keinen Namen für das was er ist.“ Udo Rauchfleisch beschreibt Lecters Psychopathologie als „Borderline-Persönlichkeitsorganisation antisozialer Art mit stark narzisstischen Zügen“.

## Reale Vorbilder
Thomas Harris offenbarte erstmals im Jahr 2013, dass der Charakter Hannibal Lecter von einem realen, inhaftierten Mörder inspiriert wurde, den er in den 1960er Jahren in einem Gefängnis in Mexiko kennengelernt hatte. Der damals 23-jährige Harris war als Journalist nach Monterrey gereist, um den zum Tode verurteilten US-Amerikaner und dreifachen Mörder Dykes Askew Simmons zu interviewen. Simmons war bei einem Fluchtversuch von einem Gefängniswärter angeschossen und lebensgefährlich verletzt worden. Ein anderer Insasse, ein wegen Mordes verurteilter Arzt, hatte ihm das Leben gerettet und wurde deshalb ebenfalls von Harris interviewt. Harris bezeichnete den Arzt mit dem Pseudonym „Dr. Salazar“ und beschrieb ihn als „kleinen, geschmeidigen Mann mit dunkelroten Haaren“. Laut Harris habe „Dr. Salazar“ sehr still dagestanden, eine gewisse Eleganz ausgestrahlt und ihn gebeten, sich zu setzen. Während ihres Interviews habe der Arzt ihn über Simmons, dessen entstelltes Äußeres und dessen Opfer ausgefragt. Hannibal Lecter sei nicht „Dr. Salazar“, aber durch „Dr. Salazar“ habe er „dessen Kollegen Hannibal Lecter“ erkennen können.
Laut den Recherchen verschiedener Journalisten soll es sich bei „Dr. Salazar“ um Alfredo Ballí Treviño, einen Arzt aus einer Familie der sozialen Oberschicht Monterreys, handeln, der seinen Liebhaber ermordet und zerstückelt hatte und zudem verdächtigt wurde, in den 1950ern und frühen 1960ern mehrere Anhalter ermordet zu haben. Ballí war ursprünglich zum Tode verurteilt worden, seine Strafe wurde jedoch später in eine 20-jährige Haftstrafe umgewandelt. Nach seiner Haftentlassung praktizierte Ballí wieder als Arzt. Er starb im Jahr 2009 (nach anderen Quellen 2010) im Alter von 81 Jahren.
Die Schriftstellerin Charlotte Greig behauptet in ihrem Buch Evil Serial Killers, dass sich Harris zumindest teilweise auch von den Lebensgeschichten der Serienmörder und Kannibalen Albert Fish und Andrei Tschikatilo inspirieren ließ. Tschikatilos Bruder soll während des Holodomor entführt, getötet und – wie Lecters Schwester – von Hungernden verzehrt worden sein.

## Rezeption
Im September 2004 wurde Hannibal Lecter vom American Film Institute zum „bösesten Schurken der Filmgeschichte“ gewählt.
Hannibal Lecter tauchte im US-Wahlkampf 2024 mehrfach in Wahlkampfreden des Präsidentschaftskandidaten Donald Trump auf. Trump bezeichnete die Figur jeweils im Anschluss an Ausführungen zur illegalen Einwanderung in die Vereinigten Staaten als „the late, great Hannibal Lecter“ („den verstorbenen, großartigen Hannibal Lecter“). Beobachter konnten den Sinn und Zweck dieser anlasslosen Bezugnahmen auf Lecter nicht entschlüsseln. Auch wurde über die Frage spekuliert, ob Trump die Romanfigur möglicherweise für eine reale Person hält, da er sie als „verstorben“ bezeichnete.